# Stefano Cerioni
Stefano Cerioni (ur. 24 stycznia 1964 w Madrycie) – włoski szermierz, florecista, zawodnik GS Fiamme Oro, trzykrotny medalista igrzysk olimpijskich i mistrzostw świata.
Urodził się w Hiszpanii. Na igrzyskach olimpijskich w Los Angeles w 1984 roku reprezentacja Włoch w składzie: Mauro Numa, Andrea Borella, Andrea Cipressa, Stefano Cerioni i Angelo Scuri zdobyła drużynowo złoty medal. W zawodach indywidualnych zajął trzecie miejsce, plasując się za Mauro Numą i Matthiasem Behrem z RFN. Kolejny medal zdobył na igrzyskach olimpijskich w Seulu w 1988 roku. W zawodach indywidualnych zwyciężył, pokonując w finale Udo Wagnera z NRD. W zawodach drużynowych był siódmy. Na rozgrywanych cztery lata później igrzyskach olimpijskich w Barcelonie był szósty w turnieju drużynowym i siedemnasty w indywidualnym. Brał również udział w igrzyskach olimpijskich w Atlancie w 1996 roku, zajmując ósme miejsce w zawodach drużynowych i osiemnaste w indywidualnych.
Podczas mistrzostw świata w Essen w 1993 roku wspólnie z Alessandro Puccinim, Lucą Vitalestą, Francesco Rossim i Andreą Borellą zdobył srebrny medal w zawodach drużynowych. W tej samej konkurencji Włosi z Cerionim w składzie zdobyli następnie złoty medal podczas mistrzostw świata w Atenach (1994) oraz brązowy podczas mistrzostw świata w Kapsztadzie (1997).
Po zakończeniu kariery został trenerem. Od 2005 roku prowadził reprezentację Włoch we florecie.

## Starty olimpijskie (medale)
Los Angeles 1984
- floret –  złoto w drużynie
- floret –  brąz indywidualnie

Seul 1988
- floret –  złoto indywidualnie